# Âm giai Dōrieus
Âm giai Dōrieus (tiếng Anh: Dorian mode) là âm giai được xây dựng bằng cách nâng cao bậc VI của âm giai Thứ tự nhiên lên 1/2 cung và giữ nguyên các bậc khác.
Âm giai Trưởng và âm giai Thứ khác nhau chủ yếu ở bậc III. Do được xây dựng từ âm giai Thứ và bậc III không đổi nên âm giai Dorian về căn bản mang tính chất Thứ.